# Air Mekong
Mekong Aviation Joint Stock Company (vietnamesisk: Công ty Cổ phần Hàng không Mê Kông), der opererede som Air Mekong, var et flyselskab fra Vietnam som fløj ruteflyning fra deres base på Phú Quốc og sekundære base i Noi Bai International Airport og Tan Son Nhat Lufthavn. Deres hovedkvarter var på tropeøen Phú Quốc i provinsen Kiên Giang. Det var grundlagt i 2009, og første flyoperation blev gennemført den 9. oktober 2010. Dette var det tredje privat-ejede flyselskab i Vietnam efter Indochina Airlines (stoppet) og VietJet Air. Air Mekong leasede fire Bombardier CRJ 900 fly fra SkyWest Airlines i USA, alle med 90 sæder og såvel business som økonomiklasse.

## Destinationer
I august 2011 havde Air Mekong ruteflyvning til følgende destinationer i Vietnam. Ruterne blev dog stoppet i marts 2013 for at få selskabet til at ændre på flåden. Da dette ikke skete, blev licensen taget fra selskabet i januar 2015.
- Buon Ma Thuot – Buon Ma Thuot Lufthavn (Fokusby)
- Con Dao – Con Dao Lufthavn
- Da Lat – Lien Khuong International Airport
- Ha Noi – Noi Bai International Airport (Hub)
- Ho Chi Minh City – Tan Son Nhat Lufthavn (Hub)
- Phu Quoc – Phu Quoc Lufthavn (Fokusby)
- Pleiku – Pleiku Lufthavn
- Qui Nhon – Phu Cat Lufthavn
- Vinh – Vinh Airport

Tidligere destinationer
- Da Nang - Da Nang Lufthavn

## Flåde
Air Mekong leasede fire Bombardier CRJ 900 fly fra SkyWest Airlines i USA alle med 90 sæder